# 11115 Kariya
11115 Kariya è un asteroide della fascia principale. Scoperto nel 1995, presenta un'orbita caratterizzata da un semiasse maggiore pari a 3,0950797 UA e da un'eccentricità di 0,1512065, inclinata di 6,06384° rispetto all'eclittica.